# Магнус Вармінг
Магнус Вармінг (дан. Magnus Warming, нар. 8 червня 2000, Нюкебінг Фальстер) — данський футболіст, нападник італійського клубу «Торіно» і молодіжної збірної Данії. На правах оренди грає за німецький «Дармштадт 98».

## Клубна кар'єра
Народився 8 червня 2000 року в місті Нюкебінг Фальстер. Починав займатися футболом у системі місцевого «Нюкебінга», а 2015 року перейшов до академії «Брондбю».
У дорослому футболі дебютував 2017 року виступами за головну команду останнього, після чого повернувся до «Нюкебінга» на правах оренди.
На початку 2020 року перейшов до «Люнгбю», а за півтора роки за 1,2 мільйона євро став гравцем італійського «Торіно». Протягом сезону 2021/22 взяв участь у чотирьох іграх Серії A. На наступний сезон був відданий в оренду до німецького друголігового «Дармштадт 98».

## Виступи за збірні
2018 року дебютував у складі юнацької збірної Данії (U-18), загалом на юнацькому рівні взяв участь у 3 іграх.
З 2021 року залучається до лав молодіжної збірної Данії.

## Статистика виступів

### Статистика клубних виступів
Станом на 19 серпня 2022
| Сезон              | Команда            | Чемпіонат          | Чемпіонат | Чемпіонат | Національний кубок | Національний кубок | Національний кубок | Континентальні кубки | Континентальні кубки | Континентальні кубки | Інші змагання | Інші змагання | Інші змагання | Усього | Усього | Усього |
| Сезон              | Команда            | Ліга               | Ігор      | Голів     | Ліга               | Ігор               | Голів              | Ліга                 | Ігор                 | Голів                | Ліга          | Ігор          | Голів         | Ігор   | Голів  |        |
| ------------------ | ------------------ | ------------------ | --------- | --------- | ------------------ | ------------------ | ------------------ | -------------------- | -------------------- | -------------------- | ------------- | ------------- | ------------- | ------ | ------ | ------ |
| 2016–17            | «Брондбю»          | СЛ                 | 1         | 0         | КД                 | 0                  | 0                  |                      | -                    | -                    |               | -             | -             | 1      | 0      |        |
| 2018–19            | «Нюкебінг»         | 1Д                 | 9         | 1         | КД                 | 0                  | 0                  |                      | -                    | -                    |               | -             | -             | 9      | 1      |        |
| 2019–20            | «Нюкебінг»         | 1Д                 | 14        | 4         | КД                 | 0                  | 0                  |                      | -                    | -                    |               | -             | -             | 14     | 4      |        |
| 2019–20            | «Люнгбю»           | СЛ                 | 9         | 2         | КД                 | 0                  | 0                  |                      | -                    | -                    |               | -             | -             | 9      | 2      |        |
| 2020–21            | «Люнгбю»           | СЛ                 | 30        | 4         | КД                 | 1                  | 2                  | -                    | -                    | -                    | -             | -             | -             | 31     | 6      |        |
| Усього за «Люнгбю» | Усього за «Люнгбю» | Усього за «Люнгбю» | 39        | 6         |                    | 1                  | 2                  |                      | -                    | -                    |               | -             | -             | 40     | 8      |        |
| 2021–22            | «Торіно»           | A                  | 4         | 0         | КІ                 | 1                  | 0                  | -                    | -                    | -                    | -             | -             | -             | 5      | 0      |        |
| 2022–23            | «Дармштадт 98»     | 2БЛ                | 5         | 0         | КН                 | 1                  | 1                  | -                    | -                    | -                    | -             | -             | -             | 6      | 1      |        |
| Усього за кар'єру  | Усього за кар'єру  | Усього за кар'єру  | 66        | 11        |                    | 3                  | 3                  |                      | -                    | -                    |               | -             | -             | 69     | 14     |        |